# 哈罗尔德·迪姆克
哈罗尔德·迪姆克（德語：Harold Dimke，1949年11月21日—），德国男子赛艇运动员。他曾代表东德参加1972年夏季奥林匹克运动会赛艇比赛，获得男子八人单桨有舵手铜牌。